# Nyodes auriferoides
Nyodes auriferoides là một loài bướm đêm trong họ Noctuidae.